# Warmbeek
Warmbeek är ett vattendrag i Belgien.   Det ligger i provinsen Limburg och regionen Flandern, i den nordöstra delen av landet, 90 km nordost om huvudstaden Bryssel.
I omgivningarna runt Warmbeek växer i huvudsak blandskog. Runt Warmbeek är det tätbefolkat, med 297 invånare per kvadratkilometer.